# 키리키리
키리키리(일본어: 吉里吉里, 영어: KiriKiri Adventure Game System, KAG)는 W.Dee란 닉네임을 쓰는 일본의 프로그래머에 의해 개발된 미소녀 게임 게임 엔진으로, 비주얼 노벨과 사운드 노벨 게임에 자주 쓰이고 있다. 라이선스는 GNU GPL와 오픈 소스의 이중 허가로 되어 있어, NScripter와 함께 많이 쓰이고 있다. 차기 버전인 키리키리3은 크로스 플랫폼을 목표로 개발중에 있다.
키리키리를 기반으로 한 잘 알려진 게임으로는 페이트/스테이 나이트가 있다.

## 같이 보기
- NScripter